# Szczepka
Szczepka (deutsch Sczepka) ist ein kleiner Ort in der polnischen Woiwodschaft Ermland-Masuren und gehört zur Gmina Iłowo-Osada (Landgemeinde Illowo) im Powiat Działdowski (Kreis Soldau).

## Geographische Lage
Szczepka liegt westlich des Flüsschens Mławka und an der Grenze zur Woiwodschaft Masowien im Südwesten der Woiwodschaft Ermland-Masuren, 21 Kilometer südlich der einstigen Kreisstadt Neidenburg (polnisch Nidzica) bzw. 14 Kilometer südwestlich der heutigen Kreismetropole Działdowo (deutsch Soldau i. Ostpr.).

## Geschichte
Der vor 1785 Sczipka genannte kleine Ort bestand ursprünglich lediglich aus einem großen Hof. 1874 kam die Landgemeinde Sczepka zum Amtsbezirk Narzym im ostpreußischen Kreis Neidenburg. 28 Einwohner zählte Sczepka im Jahre 1905.
Im Soldauer Gebiet gelegen wurde Sczepka mit allen Nachbarorten gemäß Versailler Vertrag am 10. Januar 1920 an Polen abgetreten. Als „Szczepka“ kam der Ort am 1. August 1934 zur neu gebildeten Landgemeinde Iłowo, die am 26. Oktober 1939 dem Deutschen Reich beitrat, am 1. April 1940 in den „Amtsbezirk Narzym“ umgewandelt und am 24. April 1940 in den Kreis Neidenburg rückgegliedert wurde.
1945 kam in Kriegsfolge das gesamte südliche Ostpreußen zu Polen. Als „Szczepka“ ist der kleine Ort heute ein Teil der Ortschaft Sochy (Sochen) innerhalb der Gmina Iłowo-Osada (Landgemeinde Illowo) im Powiat Działdowski (Kreis Soldau), bis 1998 der Woiwodschaft Ciechanów, seither der Woiwodschaft Ermland-Masuren zugehörig.

## Kirche
Bis 1945 war Sczepka evangelischerseits in die Kirche Narzym in der Kirchenprovinz Ostpreußen der Kirche der Altpreußischen Union bzw. in der  Unierten Evangelischen Kirche in Polen, außerdem katholischerseits in die Kirche Bialutten (polnisch Białuty) eingepfarrt.
Heute gehört Szczepka zur evangelischen Erlöserkirche Działdowo in der Diözese Masuren der Evangelisch-Augsburgischen Kirche in Polen, außerdem zur katholischen Pfarrei Narzym in der Region Brodnica (Strasburg) im Bistum Toruń (Thorn).

## Verkehr
Szczepka liegt ein wenig abseits vom Verkehrsgeschehen an einer landwegartigen Nebenstraße, die Sochy mit Piekiełko (bereits in der Woiwodschaft Masowien gelegen) verbindet. Eine Bahnanbindung besteht nicht.